# Kamerun a 2016. évi nyári olimpiai játékokon
Kamerun a brazíliai Rio de Janeiróban megrendezett 2016. évi nyári olimpiai játékok egyik részt vevő nemzete volt. Az országot az olimpián 6 sportágban 22 sportoló képviselte, akik érmet nem szereztek.

## Atlétika
Női
| Versenyző               | Versenyszám | Selejtező | Selejtező | Döntő    | Döntő    |
| Versenyző               | Versenyszám | Eredmény  | Helyezés  | Eredmény | Helyezés |
| ----------------------- | ----------- | --------- | --------- | -------- | -------- |
| Joëlle Mbumi Nkouindjin | Hármasugrás | 13,11 m   | 36.       | kiesett  | kiesett  |
| Auriole Dongmo          | Súlylökés   | 17,92 m   | 10.       | 16,99 m  | 12.      |

## Birkózás

### Női
Szabadfogású
| Versenyző         | Versenyszám | Selejtező                  | Nyolcaddöntő                             | Negyeddöntő                  | Elődöntő          | Vigaszág első kör | Vigaszág elődöntő          | Bronz- mérkőzés                | Döntő             | Helyezés |
| Versenyző         | Versenyszám | Ellenfél Eredmény          | Ellenfél Eredmény                        | Ellenfél Eredmény            | Ellenfél Eredmény | Ellenfél Eredmény | Ellenfél Eredmény          | Ellenfél Eredmény              | Ellenfél Eredmény | Helyezés |
| ----------------- | ----------- | -------------------------- | ---------------------------------------- | ---------------------------- | ----------------- | ----------------- | -------------------------- | ------------------------------ | ----------------- | -------- |
| Rebecca Muambo    | 48 kg       | Elica Jankova (BUL) · 0–10 | kiesett                                  | kiesett                      | kiesett           | kiesett           | kiesett                    | kiesett                        | kiesett           | 16.      |
| Joseph Essombe    | 53 kg       | erőnyerő                   | Betzabeth Argüello (VEN) · 0–8 kétvállas | kiesett                      | kiesett           | kiesett           | kiesett                    | kiesett                        | kiesett           | 16.      |
| Annabel Laure Ali | 75 kg       | erőnyerő                   | Jarimit Weffer (VEN) · 6–0               | Gjuzel Manyurova (KAZ) · 6–8 |                   |                   | Németh Zsanett (HUN) · 5–2 | Jekatyerina Bukina (RUS) · 3–5 |                   | 5.       |

## Cselgáncs
Női
| Versenyző         | Versenyszám  | Selejtező                              | Nyolcaddöntő      | Negyeddöntő       | Elődöntő          | Vigaszág elődöntő | Bronz- mérkőzés   | Döntő             | Helyezés |
| Versenyző         | Versenyszám  | Ellenfél Eredmény                      | Ellenfél Eredmény | Ellenfél Eredmény | Ellenfél Eredmény | Ellenfél Eredmény | Ellenfél Eredmény | Ellenfél Eredmény | Helyezés |
| ----------------- | ------------ | -------------------------------------- | ----------------- | ----------------- | ----------------- | ----------------- | ----------------- | ----------------- | -------- |
| Hortence Atangana | Félnehézsúly | Daria Pogorzelec (POL) · 000(3)–000(0) | kiesett           | kiesett           | kiesett           |                   |                   |                   | 17.      |

## Ökölvívás
Férfi
| Versenyző        | Versenyszám  | Selejtező                  | Nyolcaddöntő             | Negyeddöntő       | Elődöntő          | Döntő             | Helyezés |
| Versenyző        | Versenyszám  | Ellenfél Eredmény          | Ellenfél Eredmény        | Ellenfél Eredmény | Ellenfél Eredmény | Ellenfél Eredmény | Helyezés |
| ---------------- | ------------ | -------------------------- | ------------------------ | ----------------- | ----------------- | ----------------- | -------- |
| Simplice Fotsala | Papírsúly    | Galal Yafai (GBR) · 0-3    | kiesett                  | kiesett           | kiesett           | kiesett           | 17.      |
| Mahaman Smaila   | Kisváltósúly | Batuhan Gözgeç (TUR) · 0-3 | kiesett                  | kiesett           | kiesett           | kiesett           | 17.      |
| Wilfred Seyi     | Középsúly    | Jorge Vivas (COL) · 2-1    | Hoszám Ábdín (EGY) · 0-3 | kiesett           | kiesett           | kiesett           | 9.       |
| Hassan Njikam    | Félnehézsúly | Michel Borges (BRA) · 0-3  | kiesett                  | kiesett           | kiesett           | kiesett           | 17.      |

## Röplabda

### Női
| Kameruni női röplabdacsapat-játékoskeret                                                                   | Kameruni női röplabdacsapat-játékoskeret                                                                   |
| --- | --- |
| - Fawziya Abdoulkarim - Théorine Aboa - Laetitia Moma Bassoko - Madeleine Bodo Essissima - Berthrade Flore | - Henriette Koulla - Stéphanie Fotso Mogoung - Raïssa Nasser - Victoire Ngon Ntame - Christelle Tchoudjang |

#### Eredmények
Csoportkör
A csoport
|       |                   | Mérkőzések | Mérkőzések | Mérkőzések | Mérkőzések | Szettek | Szettek | Szettek | Pontok | Pontok | Pontok |
| Hely. | Csapat            | M          | Gy         | V          | Pont       | Sz+     | Sz–     | SzA     | P+     | P–     | PA     |
| ----- | ----------------- | ---------- | ---------- | ---------- | ---------- | ------- | ------- | ------- | ------ | ------ | ------ |
| 1.    | Brazília (BRA)    | 5          | 5          | 0          | 15         | 15      | 0       | —       | 377    | 272    | 1,386  |
| 2.    | Oroszország (RUS) | 5          | 4          | 1          | 12         | 12      | 4       | 3,000   | 393    | 323    | 1,217  |
| 3.    | Dél-Korea (KOR)   | 5          | 3          | 2          | 9          | 10      | 7       | 1,429   | 384    | 372    | 1,032  |
| 4.    | Japán (JPN)       | 5          | 2          | 3          | 6          | 7       | 9       | 0,778   | 347    | 364    | 0,953  |
| 5.    | Argentína (ARG)   | 5          | 1          | 4          | 2          | 3       | 14      | 0,214   | 319    | 407    | 0,784  |
| 6.    | Kamerun (CMR)     | 5          | 0          | 5          | 1          | 2       | 15      | 0,133   | 328    | 410    | 0,800  |

| 2016. augusztus 6. 15:00 (20:00) | Brazília (BRA)                    | 3–0 | Kamerun (CMR) | Ginásio do Maracanãzinho, Rio de Janeiro Nézőszám: 7890 Játékvezető: Heike Kraft (GER), Liu Csiang (Liu Jiang) (CHN) |
| 2016. augusztus 6. 15:00 (20:00) | (25–14, 25–21, 25–13) Jegyzőkönyv |     |               | Ginásio do Maracanãzinho, Rio de Janeiro Nézőszám: 7890 Játékvezető: Heike Kraft (GER), Liu Csiang (Liu Jiang) (CHN) |

| 2016. augusztus 8. 11:35 (16:35) | Japán (JPN)                       | 3–0 | Kamerun (CMR) | Ginásio do Maracanãzinho, Rio de Janeiro Nézőszám: 5400 Játékvezető: Rogerio Espicalsky (BRA), Hernán Casamiquela (ARG) |
| 2016. augusztus 8. 11:35 (16:35) | (25–20, 25–15, 25–17) Jegyzőkönyv |     |               | Ginásio do Maracanãzinho, Rio de Janeiro Nézőszám: 5400 Játékvezető: Rogerio Espicalsky (BRA), Hernán Casamiquela (ARG) |

| 2016. augusztus 10. 17:05 (22:05) | Oroszország (RUS)                 | 3–0 | Kamerun (CMR) | Ginásio do Maracanãzinho, Rio de Janeiro Nézőszám: 6396 Játékvezető: Ibrahim Al-Naama (QAT), Mohammad Shahmiri (IRI) |
| 2016. augusztus 10. 17:05 (22:05) | (25–19, 25–22, 25–23) Jegyzőkönyv |     |               | Ginásio do Maracanãzinho, Rio de Janeiro Nézőszám: 6396 Játékvezető: Ibrahim Al-Naama (QAT), Mohammad Shahmiri (IRI) |

| 2016. augusztus 12. 11:35 (16:35) | Argentína (ARG)                                 | 3–2 | Kamerun (CMR) | Ginásio do Maracanãzinho, Rio de Janeiro Nézőszám: 5345 Játékvezető: Taoufik Boudaya (TUN), Arturo di Giacomo (BEL) |
| 2016. augusztus 12. 11:35 (16:35) | (19–25, 25–19, 26–28, 25–21, 15–13) Jegyzőkönyv |     |               | Ginásio do Maracanãzinho, Rio de Janeiro Nézőszám: 5345 Játékvezető: Taoufik Boudaya (TUN), Arturo di Giacomo (BEL) |

| 2016. augusztus 15. 11:35 (16:35) | Dél-Korea (KOR)                   | 3–0 | Kamerun (CMR) | Ginásio do Maracanãzinho, Rio de Janeiro Nézőszám: 6893 Játékvezető: Luis Macias (MEX), Rogerio Espicalsky (BRA) |
| 2016. augusztus 15. 11:35 (16:35) | (25–15, 25–22, 25–20) Jegyzőkönyv |     |               | Ginásio do Maracanãzinho, Rio de Janeiro Nézőszám: 6893 Játékvezető: Luis Macias (MEX), Rogerio Espicalsky (BRA) |

| Csapat        | Helyezés |
| ------------- | -------- |
| Kamerun (CMR) | 11.      |

## Súlyemelés
Férfi
| Versenyző             | Versenyszám | Szakítás | Szakítás | Lökés    | Lökés    | Összesen | Helyezés |
| Versenyző             | Versenyszám | Eredmény | Helyezés | Eredmény | Helyezés | Összesen | Helyezés |
| --------------------- | ----------- | -------- | -------- | -------- | -------- | -------- | -------- |
| Petit David Minkoumba | 94 kg       | 140      | 16.      | 165      | 16.      | 305      | 16.      |

Női
| Versenyző                   | Versenyszám | Szakítás | Szakítás | Lökés    | Lökés    | Összesen | Helyezés |
| Versenyző                   | Versenyszám | Eredmény | Helyezés | Eredmény | Helyezés | Összesen | Helyezés |
| --------------------------- | ----------- | -------- | -------- | -------- | -------- | -------- | -------- |
| Arcangeline Fouodji Sonkbou | 69 kg       | 82       | 16.      | 105      | 13.      | 187      | 14.      |